# Benzyna surowa

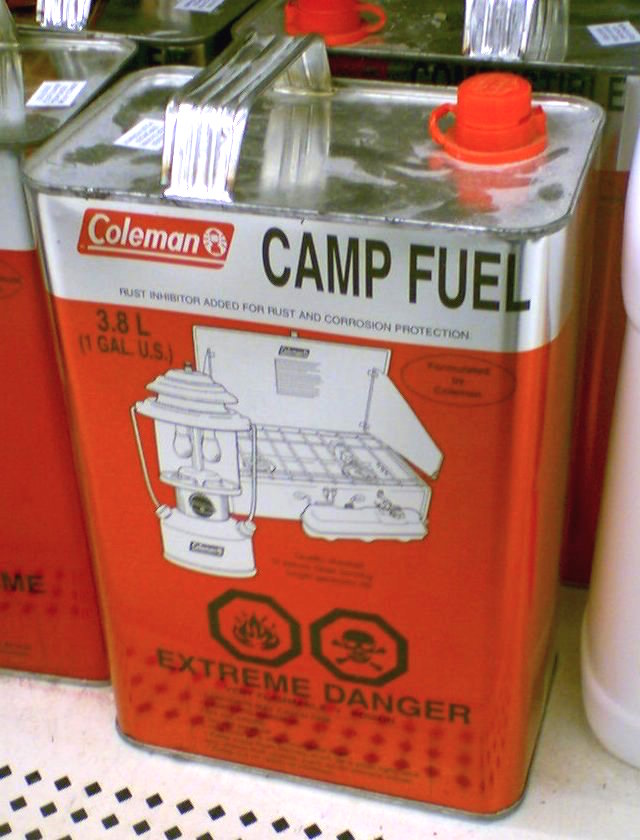
Zbiornik benzyny surowej

Benzyna surowa – mieszanina ciekłych węglowodorów prostych i cyklicznych. Jest bardzo lotna i łatwopalna, stosowana głównie jako rozpuszczalnik.

## Rodzaje
Typ lekki – zawierający od 5 do 6 atomów węgla w każdej cząsteczce.
Typ ciężki – zawierających od 7 do 9 atomów węgla w każdej cząsteczce.

## Zastosowanie

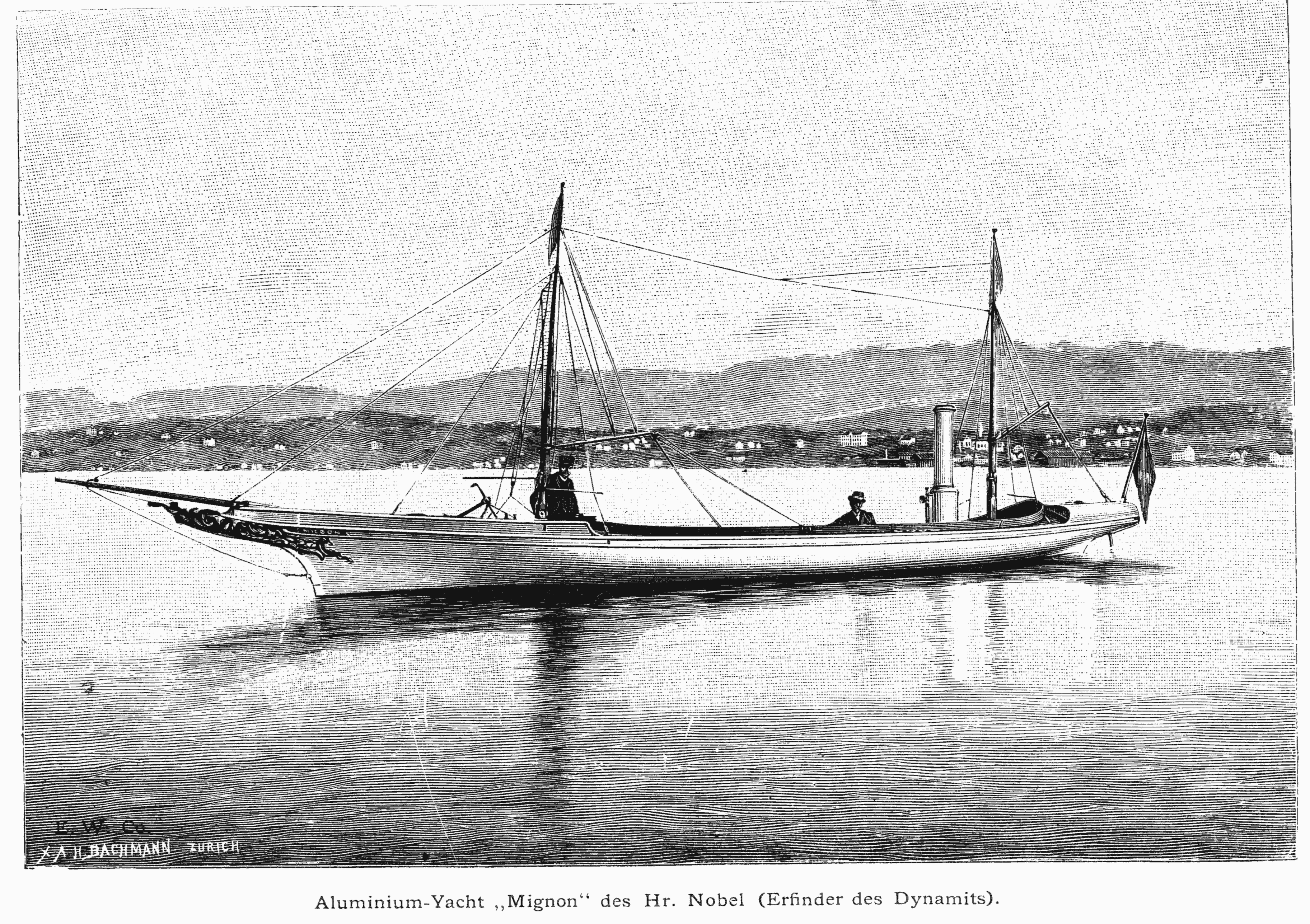
Mały statek z silnikiem napędzanym surową benzyną.

Głównym zastosowaniem jej jest jako rozpuszczalnik ciężkich paliw takich jak mazut.
Dawniej wykorzystywano jako paliwo w silnikach i lampach, dziś wykorzystuje ją się w niektórych zapalniczkach lub palnikach.
Znajduje również zastosowanie przy produkcji tworzyw sztucznych.